# Джордже Црномаркович
Джордже Црномаркович (серб. Đorđe Crnomarković/Ђорђе Црномарковић, нар. 10 вересня 1993, Белград) — сербський футболіст, захисник клубу «Воєводина». Виступав також за низку сербських і закордонних клубів. Чемпіон Словенії і володар Кубка Словенії.

## Ігрова кар'єра
Джордже Црномаркович народився 1993 року в Белграді, та є вихованцем футбольної школи клубу «Белград». У 2010 році Црномаркович розпочав грати в основній команді клубу, в якій грав до 2012 року, взявши участь у 19 матчах чемпіонату. У 2012 році футболіст перейшов до клубу «Шумадія» (Ягніло), в якому грав до 2014 році. З 2014 до 2015 році захисник виступав у складі клубу «Доні Срем», а з 2015 до 2016 року грав у складі клубу «Явор».
У 2016 році Джордже Црномаркович став гравцем словенського клубу «Олімпія» (Любляна), однак в основному складі клубу так і не заграв, і на початку 2017 року став гравцем сербського клубу «Чукарички». На початку 2018 року футболіст знову став гравцем клубу «Явор», а в середині року перейшов до складу клубу «Раднички» (Ниш).
У 2019 році сербський захисник перейшов до складу польського клубу «Лех», у якому грав до 2021 року. У 2021 році «Лех» віддав Црномарковича в оренду до іншого польського клубу «Заглемб'є» (Любін). У другій половині 2021 року сербський футболіст удруге в кар'єрі став гравцем словенського клубу «Олімпія», в якому цього разу став гравцем основного складу, а в сезоні 2022—2023 років став у складі команди чемпіоном Словенії і володарем Кубка Словенії. З 2023 року Джордже Црномаркович грає у складі сербського клубу «Воєводина».

## Титули і досягнення
- Чемпіон Словенії (1):

«Олімпія» (Любляна): 2022–2023
- Володар Кубка Словенії (1):

«Олімпія» (Любляна): 2022–2023